# Joan Huber
Joan Huber (* 17. Oktober 1925 in Bluffton, Ohio) ist eine US-amerikanische Soziologin, die 1989 als Präsidentin der American Sociological Association (ASA) amtierte. Sie wurde für ihre Beiträge zu den Gender Studies bekannt.
Huber machte 1945 ihr Bachelor-Examen im Fach Deutsch an der Pennsylvania State University. Zwischen 1945 und 1947 war sie dann dort als Dozentin am German Department tätig. 1947 verließ sie die Universität, um Hausfrau zu sein. Anfang der 1960er Jahre schrieb sie sich an der Western Michigan University ein, wo sie 1963 den Master-Abschluss im Fach Soziologie machte. 1967 wurde sie an der Michigan State University zur Ph.D. promoviert.
Ihre erste akademische Anstellung als Soziologin hatte Huber an der University of Notre Dame, wo sie von 1967 bis 1971 als Dozentin lehrte. Danach hatte sie eine Anstellung an der University of Illinois. Im Jahr 1984 wurde sie Professorin an der Ohio State University.

## Schriften (Auswahl)
- On the origins of gender inequality. Paradigm Publishers, Boulder 2007, ISBN 978-1-59451-361-9.
- Macro-micro linkages in sociology. Sage Publications, Newbury Park 1991, ISBN 0803941048.
- Mit Glenna Spitze: Sex stratification. Children, housework, and jobs. Academic Press, New York 1983, ISBN 0123584809.
- Changing women in a changing society. University of Chicago Press, Chicago 1973, ISBN 0226356442.